# Denis-Martin Chabot
Denis-Martin Chabot est un journaliste et écrivain québécois né à Québec en 1961.

## Biographie
Denis-Martin Chabot étudie le journalisme à l'Université Carleton à Ottawa (Ontario). Il commence sa carrière comme relève d'été en 1983 à la radio et à la Télévision de Radio-Canada à Ottawa (Ontario). Il est également à l'emploi de CJRC-1150, réseau de radio Radio-Mutuel ainsi qu'à CHOT, station de TVA en Outaouais. Il est rédacteur au journal le Temps de l'Association canadienne-française de l'Ontario. Il déménage à Toronto (Ontario) en 1985 où il travaille à nouveau pour la radio et la télévision de Radio-Canada. Il  passe quelques mois aussi à la radio de Radio-Canada à Windsor (Ontario). En 1986, il obtient un poste permanent toujours pour Radio-Canada à Edmonton (Alberta). Il gagne alors quelques prix en journalisme, dont un Prix national en journalisme et un prix AMPIA (Alberta Motion Picture Industries Association) en 1990. Il est choisi dans le cadre du programme d'échange Interpresse qui l'a emmené au Mali en 1994. Il obtient un certificat de mérite du Prix média en santé en 1995. En 1997, il  devient reporter national pour la télévision française de Radio-Canada. Un de ses reportages est mis en nomination pour un prix Gémeaux en 1998. En 2000, il est muté à Halifax. Il remporte un prix de l'Association acadienne des journalistes en 2003. En 2007, il est transféré à Montréal. Il remporte un prix Judith-Jasmin en 2008 et une bourse Nord-Sud en 2009.
En tant qu'écrivain, il publie un premier roman en 2003, Manigances, à compte d'auteur. Ce roman est repris en 2006 par les Éditions Textes Gais à Paris après avoir remporté un prix Gros Sel en Belgique en 2005. En 2004, il publie la suite, Pénitence, aux éditions de la Francophonie. En 2007, il continue la série avec la publication d’Innocence, aux Éditions Textes gais à Paris. Il contribue également à plusieurs collectifs. Il publie un nouveau roman en 2010, Accointances, connaissances et mouvances. Son premier roman Manigances est traduit en anglais et est publié en 2010, sous le titre de Mangames. La série complète, Manigances, Pénitence, Innocence et Accointances, a été reprise en version électronique (livrel) par les Éditions Textes Gais, en juin 2011. Les Éditions Dédicaces ont repris la série à leur tour, mais d'un commun accord entre l'auteur et la maison d'édition, cette dernière a cessé de publier les titres de Denis-Martin Chabot. En 2013, il publie un recueil de nouvelles, Le journal intime de Dominique Blondin, aux Éditions de l'Interdit. En 2015, il publie le premier tome d'une série de deux, Rue Sainte-Catherine est, intitulé Métro Beaudry aux éditions La Semaine du groupe Québecor. En 2016, il publie la suite, Il y a longtemps que je t'aime, je ne t'oublierai jamais. La même année, il publie la biographie du pianiste Richard Abel, Richard Abel, mon histoire en noir et blanc, ainsi que celle de Nicole Pageau, Maman Nicole, racontant l'histoire d'une femme qui, à l'âge de 60 ans, a tout laissé derrière pour s'occuper des femmes rescapées du génocide rwandais de 1994.
En 2016, il dévoile publiquement sa séropositivité.
En 2017, il publie à son compte La Fierté a une ville !, un collectif de nouvelles contenant parmi les meilleures propositions du concours de création littéraire du même titre organisé lors du festival Fierté littéraire en 2016. Il publie aussi Dave Courage, survivre à l'attentat du Métropolis aux Éditions La Semaine. Ce livre raconte le récit de ce technicien de scène gravement blessé par une balle lors de l'attentat politique contre la première ministre Pauline Marois en 2012. En août, sa première pièce de théâtre est jouée. L'Amant de Samuel parle de l'amour à l'ère du 2.0 et des téléphones intelligents entre hommes gais. Un premier documentaire produit par les Productions Luc Dauphin, Les deux Villages, est lancé également en août. Ce documentaire raconte l'histoire de deux hommes venus trouver refuge contre l'homophobie dans le Village gai de Montréal.
Il obtient le Prix d'honneur aux Prix du roman gay 2017, décerné en Nouvelle-Calédonie.
En 2018, sa pièce de théâtre L'Amant de Samuel est rejouée à la Comédie de Montréal. La même année, il publie Mémoire d'une mairesse : Lac-Mégantic, le 6 juillet 2013 aux Éditions de l'Homme. Ce livre raconte la vie de la mairesse Colette Roy-Laroche (en)
Depuis septembre 2018, Denis-Martin Chabot s'occupe du financement de Maison Plein Cœur, un organisme à but non-lucratif qui soutient les personnes vivant avec le VIH. Il a organisé la campagne 
Maintenons (toujours) le rythme qui amasse plus de 26 000 $.
Il retourne sur scène en janvier 2019 avec un spectacle d'humour La (rire)appropriation culturelle dont il est le concepteur et producteur. Dans ce spectacle, des artistes de la diversité d'orientations sexuelles et d'identité de genres se réapproprient les blagues et les commentaires blessants à l'égard des personnes de cette diversité et les retournent vers les hétérosexuels. La même année, il publie un nouveau roman, Escales parisiennes aux Éditions ND (Groupe ADA). Ce roman auto fictif traite de la délicate question des relations toxiques et de la violence dans un contexte d'un couple d'hommes gays. Ce livre est finaliste au Prix littéraire international indépendant et est réédité deux ans plus tard aux Éditions Crescendo!.
Après la parution de sa biographie sur le militant de la première heure à "Gai Écoute" Laurent McCutcheon, intitulée Laurent McCutcheon et la révolution gaie et lesbienne du Québec en 2020, Denis-Martin Chabot publie, toujours aux Éditions Crescendo!, le roman Métro Berri-Uqam en 2021 et traduit en français le récit Mourning and Celebration: Jewish, Orthodox and Gay, Past & Present de l'auteur K. David Brody, qui est lancé sous le titre Deuil et célébration. Juif, orthodoxe et gai (passé et présent).
En septembre 2022, il devient animateur de radio à la station Canal M (la radio de Vues et Voix) et anime l'émission hebdomadaire L'heure où l'arc-en-ciel se lève. Il s'agit de la première émission radiophonique de langue française pancanadienne dédiée à la diversité 2LGBTQIA+.

### Romans et recueils
- 2003 : Manigances, roman, 2003 (Compte d'auteur), 2006, 2011 (Éd. Textes Gais), 2013 (Éd. Dédicaces), indisponible
- 2004 : Pénitence, roman, 2004, (Éd. de la Francophonie), 2011 (Éd. Textes Gais), 2013 (Éd. Dédicaces), indisponible
- 2007 : Innocence, roman, 2007, 2011 (Éd. Textes Gais), 2013 (Éd. Dédicaces), indisponible
- 2010 : Accointances, connaissances et mouvances, roman, 2010 (Éd. Popfiction), 2011 (Éd. Textes Gais), 2014 (Éd. Dédicaces), indisponible
- 2010 : Mangames, roman (trad. anglaise de Manigances), 2010 (Éd. Starbookspress, Virginie, É.-U.), indisponible
- 2011 : Histoires du Village, série complète (Manigances, Pénitence, Innocence et Accointances), 2011 (Éd. Textes Gais), indisponible
- 2013 : Le Journal Intime de Dominique Blondin, 2013 (Éd. de l'Interdit, Saint-Sauveur)
- 2015 : Rue Sainte-Catherine Est, métro Beaudry, 2015 (Éd. La Semaine, Montréal)[25]
- 2016 : Il y a longtemps que je t'aime, je ne t'oublierai jamais, 2016 (Éd. La Semaine, Montréal)[26]
- 2019 : Escales parisiennes, 2019 (Éd. ND (Groupe ADA)), 2021 (Éd. Crescendo!, Québec)[22]
- 2021 : Métro Berri-Uqam, 2021 (Éd. Crescendo!, Québec)[27]
- 2022 : Deuil et célébration. Juif, orthodoxe et gai (passé et présent), 2022, K. David Brody, traduit de l'anglais par Denis-Martin Chabot (Éd. Crescendo!, Québec)[28]

### Biographies et récits
- 2016 : Maman Nicole, 2016 (Clermont éditeur, Montréal)
- 2016 : Richard Abel, mon histoire en noir et blanc, 2016 (Éd. La Semaine, Montréal)[29]
- 2017 : Dave Courage, survivre à l'attentat du Métropolis, 2017 (Éd. La Semaine, Montréal)[30]
- 2018 : Mémoires d'une mairesse, Lac-Mégantic, le 6 juillet 2013, 2018 (Éd. de l'Homme, Montréal)[31]
- 2020 : Laurent McCutcheon et la révolution gaie et lesbienne du Québec, 2020 (Éd. de l'Homme, Montréal)[32]

### Ouvrages collectifs
- 2005 : Ancrages 4, revue littéraire (une nouvelle), 2005 (Association des artistes acadien(ne)s professionnel(le)s du Nouveau-Brunswick)
- 2006 : Ancrages 6, revue littéraire (une nouvelle), 2006 (Association des artistes acadien(ne)s professionnel(le)s du Nouveau-Brunswick)
- 2009 : Sortir de l'Ombre, collectif (deux nouvelles), 2009 (Arc-en-ciel littéraire, Montréal)
- 2010 : Pulsions poétiques, collectif (poèmes), 2010 (Arc-en-ciel littéraire, Montréal)
- 2010 : Délice interdit, collectif (quatre nouvelles), 2010 (Arc-en-ciel littéraire, Montréal)
- 2010 : Les voisins d'à côté, collectif (quatre nouvelles), 2010 (Arc-en-ciel littéraire, Montréal)
- 2010 : Danger@liaisons.com, roman de Don Bapst (traduit en français par Denis-Martin Chabot), 2010 (Éd. Popfiction, Montréal) 2011 (Éd. Textes gais, Paris)
- 2010 : Ces messagers venus d'ailleurs, collectif (une nouvelle), 2010 (Éd. Popfiction, Montréal), indisponible
- 2010 : Mon homme j'le prends straight, collectif (deux nouvelles), 2010 (Éd. Popfiction, Montréal), indisponible
- 2011 : Gaystory, collectif (une nouvelles), 2011 (Éd. Grimal, Paris), indisponible
- 2011 : Recueil Naji Naaman 2011, collectif des prix littéraires (une nouvelle), 2011 (Fondation Naji Naaman, Jounieh)
- 2012 : Brèves littéraires 85, revue littéraire (une nouvelle), 2012 (Société littéraire de Laval)
- 2012 : Recueil des prix Europoésie Unicef 2012, collectif des prix littéraires (un poème), 2013 (Ed. Thierry Sajat, Paris)
- 2013 : Brèves littéraires 86, revue littéraire (une nouvelle), 2013 (Société littéraire de Laval)
- 2013 : Brèves littéraires 87, revue littéraire (une nouvelle), 2013 (Société littéraire de Laval)
- 2013 : Le Passeur 30, revue littéraire (une nouvelle), 2013 (Fédération québécoise du loisir littéraire, Montréal)
- 2013 : Mots en liberté, collectif (une nouvelle) 2013 (Écrivains francophones d'Amérique, Montréal)
- 2014 : Brèves littéraires 88, revue littéraire (une nouvelle), 2014 (Société littéraire de Laval)
- 2014 : Recueil des prix Europoésie 2013, collectif des prix littéraires (un poème), 2014 (Éd. Thierry Sajat, Paris)
- 2014 : Recueil des prix Europoésie Unicef 2013, collectif des prix littéraires (un poème), 2014 (Éd. Thierry Sajat, Paris)
- 2014 : Un cadeau de Noël pour le Refuge, collectif de nouvelles (une nouvelle), 2014 (Éd. Textes gais, Paris)
- 2015 : Charlibre, collectif en hommage à Charlie-Hebdo (un poème), 2015 (Éd. Corps Puce, Amiens, France)
- 2015 : My Gay America, collectif de nouvelles (une nouvelle), 2015 (Éd. Textes gais, Paris)
- 2016 : Et si les mots parlaient, collectif de poésie (deux poèmes), 2016 (Éd. MP Trésart, Dunham Est, Canada)
- 2016 : Des vacances pour le Refuge, collectif de nouvelles (une nouvelle), 2016 (Éd. Textes gais, Paris)
- 2017 : Le tour du monde pour le Refuge, collectif de nouvelles (une nouvelle), 2017 (Éd. Textes gais, Paris)
- 2017 : La Fierté a une ville !, collectif de nouvelles (une nouvelle et direction littéraire), 2017 (Éd. Bôchagri, compte d'auteur, Montréal)
- 2017 : Nos arbres amis, collectif de poésie et de dessins (un poème), 2017 (Toussaint Riendeau, Sainte-Julie)
- 2018 : La musique de l'âme, collectif de poésie et de peintures (deux poèmes), 2018 (Éd. MP Trésart, Dunham Est, Canada)
- 2021 : Y'a d'la fierté dans l'air, collectif de nouvelles (une nouvelle et direction littéraire), 2021 (Éd. TNT, Montréal)
- 2022 : Les mots qui libèrent, collectif de nouvelles (une nouvelle et direction littéraire), 2022 (Éd. TNT, Montréal)
- 2022 : Les grands départs, collectif de nouvelles (direction littéraire), 2022 (Éd. TNT, Montréal)

## Prix et récompenses
- Premier prix, reportage télévision, Prix AMPIA (Alberta Motion Pictures Industries Award), pour reportage sur le développement des forêts, 1990
- Premier prix, reportage télévision, Prix national en journalisme, pour un reportage sur l'industrie pétrolière, 1990
- Choisi pour le programme Interpresse-III, échange africain, 1994-95
- Certificat de mérite, Prix national en santé, pour un reportage sur les compressions budgétaires dans la santé en Alberta, 1995
- Mention honorable, Prix Gémeau, pour un reportage sur Stanley Faulder, condamné à mort aux États-Unis, 1997
- Premier prix, reportage télévision, Prix de l'Association acadienne des journalistes, pour un reportage sur un détenu acadien aux États-Unis, 2003
- Prix du public, Prix gros sel, pour le roman Manigances, Bruxelles 2006
- Finaliste, Prix Phoenicia, Professionnel de l'année, Chambre de commerce gaie du Québec, 2007
- Premier prix, reportage télévision, Prix Judith-Jasmin, pour un reportage sur les réfugiés gays, Fédération professionnelle des journalistes du Québec, 2008
- Bourse Nord-Sud, Fédération professionnelle des journalistes du Québec, 2009
- Lauréat, Concours littéraire Popfiction, Montréal, 2010
- Premier prix, Prix littéraires Altern'Art, fiction narrative, Québec, 2010
- Troisième prix, Prix littéraires Altern'Art, suite poétique, Québec, 2010
- Prix Iris-Média, Conseil québécois des gais et des lesbiennes, Montréal, 2010
- Prix d'honneur littéraire, Maison de la culture Naji Naaman, Jounieh, Liban, 2011
- Lauréat, Concours littéraire, éditions Grimal, Paris 2011
- Troisième prix, poésie classique et néo-classique, Concours Europoésie Unicef, Paris 2012
- Premier prix, poésie d'auteurs étrangers, Millén'art défis, Aubenas, France 2012
- Mention, Prix littéraires de Fédération québécoise du loisir littéraire, Montréal 2013
- Diplôme de la Francophonie, Concours Europoésie, Paris 2013
- Diplôme de la Francophonie, Concours Europoésie Unicef, Paris 2013
- Diplôme de la Francophonie, Concours Europoésie Unicef, Paris 2014
- Prix Phénicia hommage, Chambre de commerce LGBT du Québec, Montréal 2016[33]
- Prix d'honneur, Prix du roman gay, Nouvelle-Calédonie, 2017[34]
- Finaliste, Prix littéraire international indépendant, 2018 [21]
- Prix Claude-Tourangeau, 2019 (récompense remise par Fierté Montréal)[35]